# 哈里森·怀特

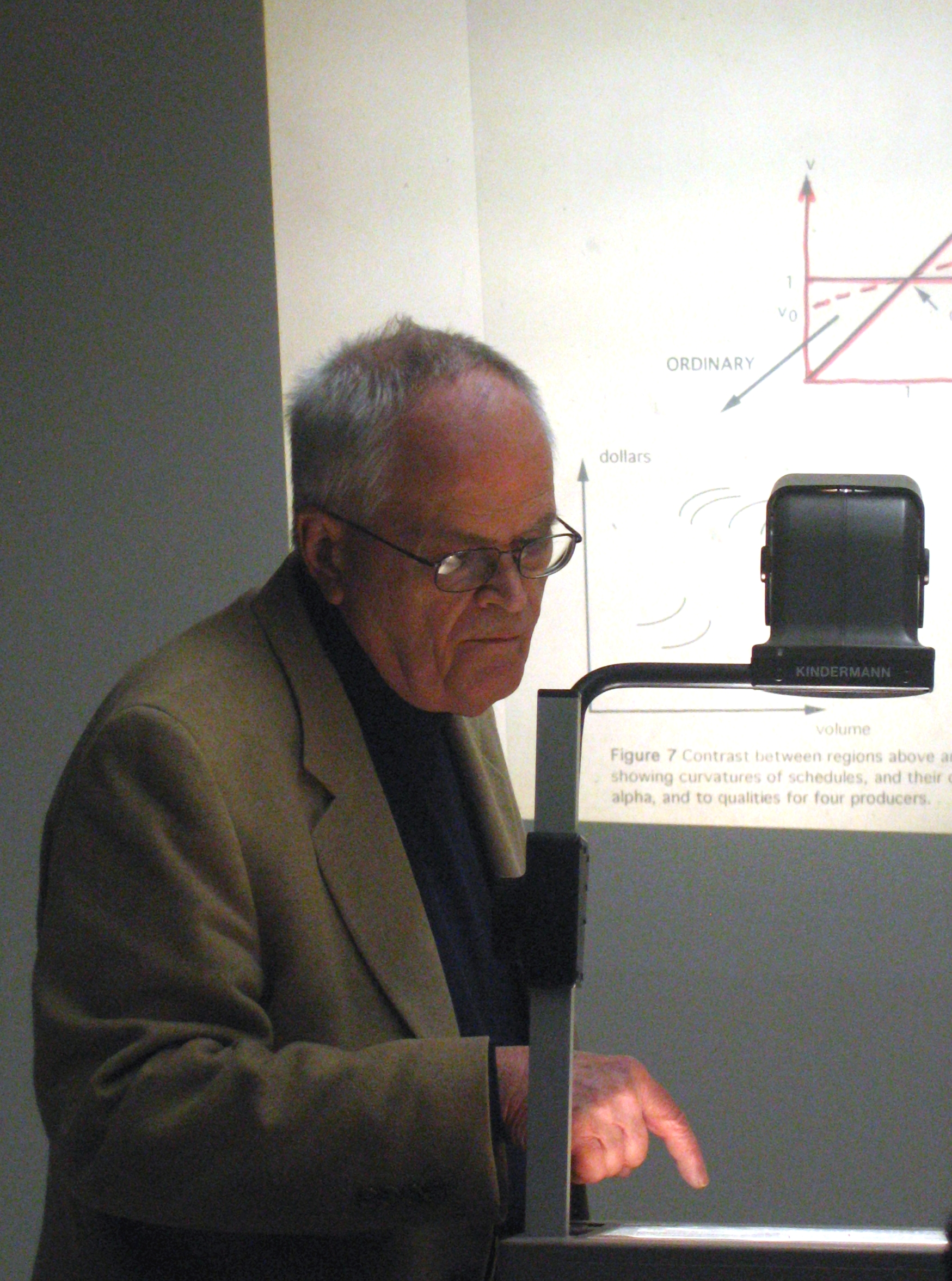

哈里森·怀特（英語：Harrison Colyar White，1930年3月21日—2024年5月18日），美国哥伦比亚大学社会学系教授。他在社会网络的“哈佛革命”扮演了重要角色，为社会网络这一领域做出了巨大贡献，发展了一系列社会结构的数学模型。他在哈佛大学指导的学生马克·格兰诺维特成为社会网络研究的中坚力量。